# Ficus auriculata
Ficus auriculata, también llamado higuera del Himalaya, es un árbol perteneciente al género ficus. Es nativo del Himalaya, sur de China, Tailandia y Vietnam. Es de hoja perenne aunque en determinados climas, puede perder las hojas en invierno.

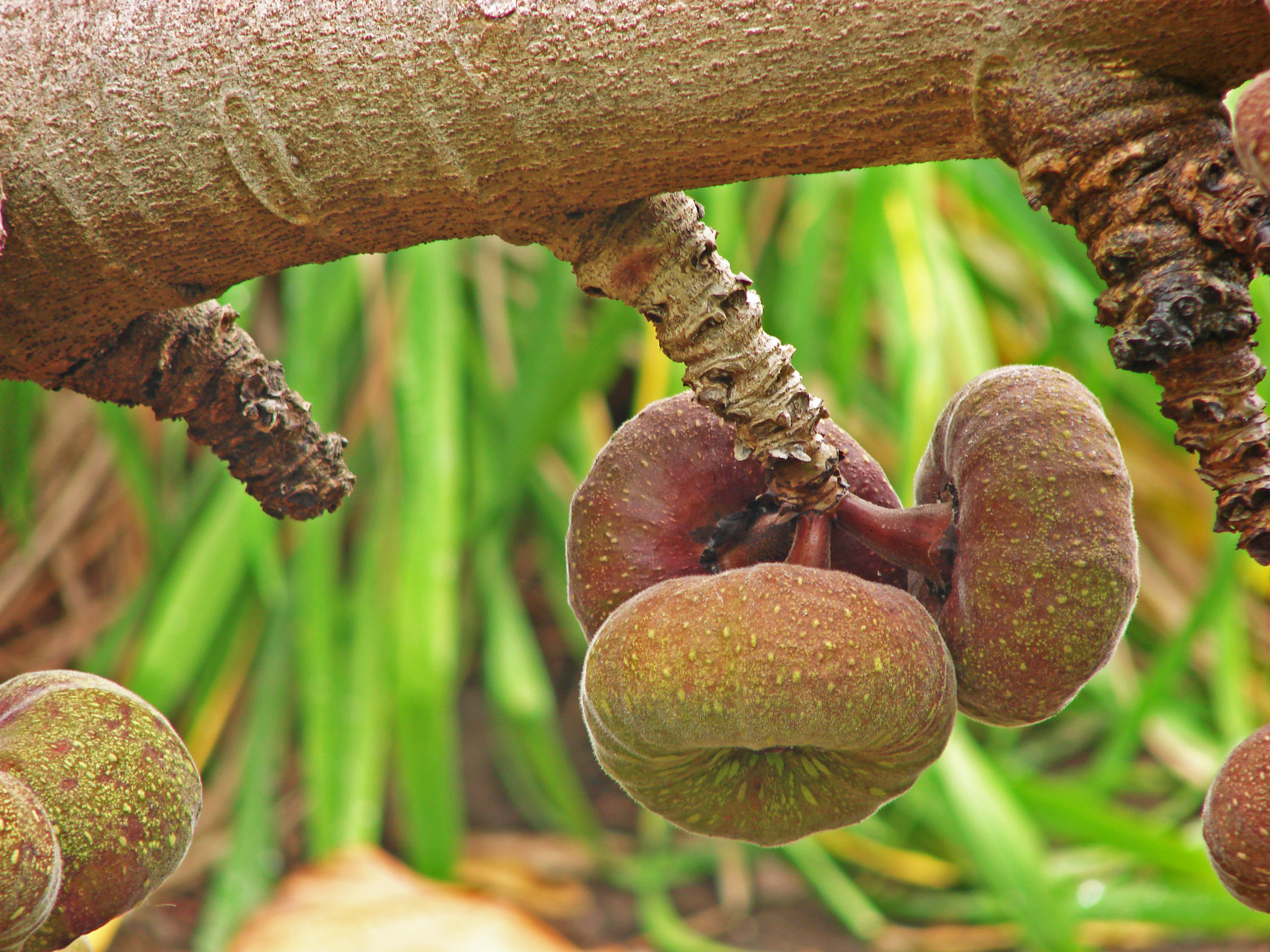
Fruto de ficus auriculata

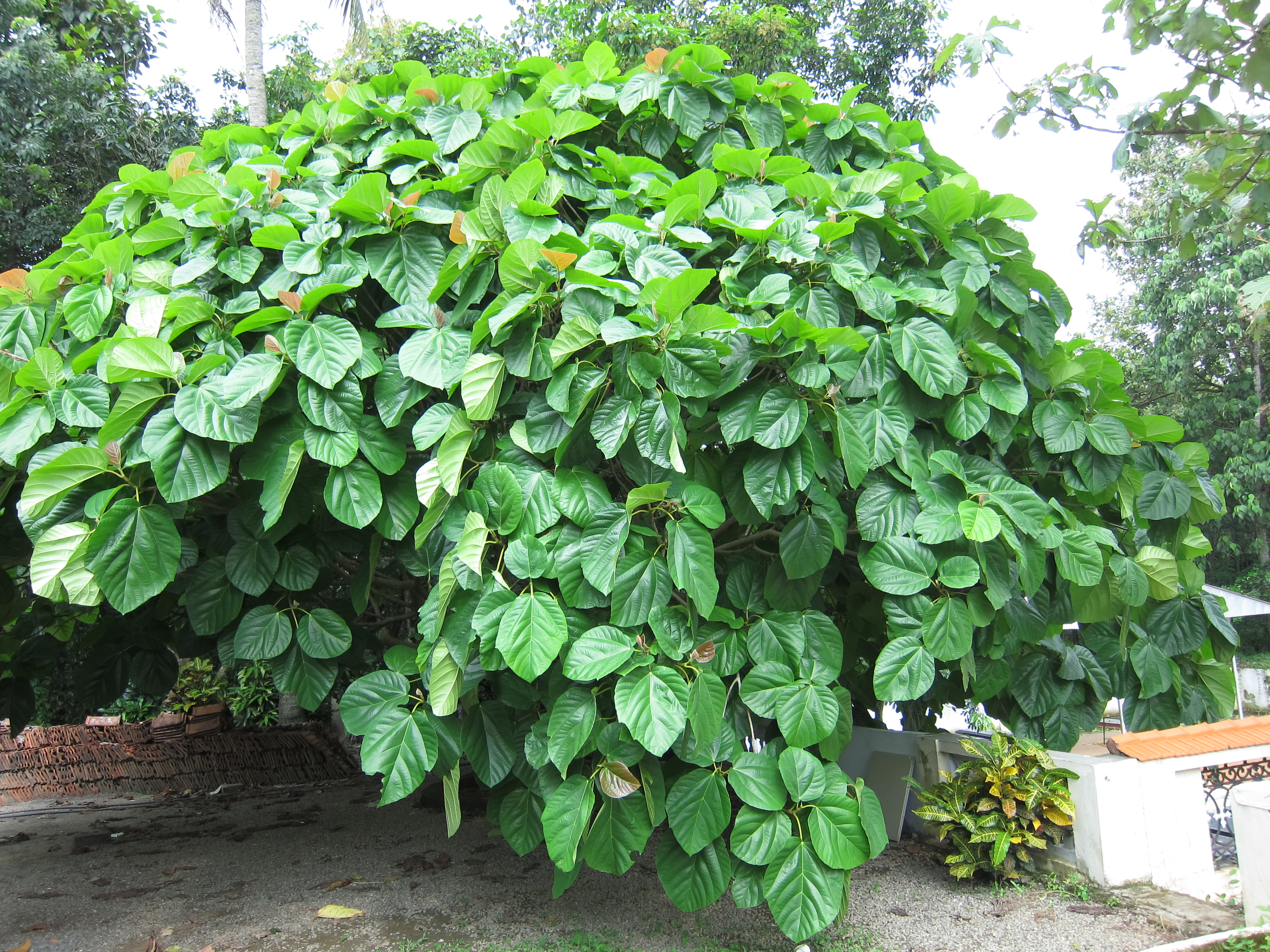
Vista de la planta

## Descripción
Alcanza hasta 8 metros de alto, es muy ramificado y forma una copa extendida y algo aparasolada. Tiene unas hojas muy grandes de hasta 40 x 34 cm. Son de forma ovada con la base cordada y el ápice acuminado. El margen es festoneado o casi entero. Tienen el haz glabro y el envés con pubescencia en la nerviación. Posee 5-6 pares de nervios laterales. El peciolo es largo, de hasta 22 cm de longitud. Los frutos se llaman técnicamente siconos, como en todos los ficus, tienen forma achatada, generalmente son visibles en gran número en la parte superior del tronco, en los nudos de las ramas principales. Tienen color verde cuando son jóvenes y al madurar adoptan un tono castaño. Es polinizado por avispas de los higos del género Ceratosolen.
Son comestibles y en sus regiones de origen se  recogen para comercializarlos.

## Taxonomía
Ficus auriculata fue descrita por João de Loureiro y publicado en Flora Cochinchinensis, denuo in Germania edita 2: 666. 1790.
Etimología
Ficus: nombre genérico que se deriva del nombre dado en latín al higo.
auriculatus: epíteto latino que significa "como una oreja".
Sinonimia
- Covellia macrophylla Miq.
- Ficus hainanensis Merr. & Chun
- Ficus hamiltoniana Wall.
- Ficus macrocarpa H.Lév. & Vaniot
- Ficus macrophylla Roxb. & Buch.-Ham. ex Sm.
- Ficus oligodon Miq.
- Ficus pomifera Wall. ex King
- Ficus regia Miq.
- Ficus rotundifolia Roxb.
- Ficus roxburghii Steud.
- Ficus sclerocarpa Griff.
- Ficus scleroptera Griff.[8]